# 昂吉安
昂吉安（法語：Enghien，法語發音：[ɑ̃ɡjɛ̃] ⓘ，荷蘭語發音：[ˈeːdɪŋə(n)] ⓘ）是比利时瓦隆大区埃諾省阿特区的一座语言便利城市，位于瓦隆大区与弗拉芒大區交界处，北部与弗拉芒大區弗拉芒布拉班特省接壤，面积40.59平方千米，人口13,734人（2018年1月1日）。昂吉安是比利时法语社群的一部分，当地居民多数使用法语，少数使用荷蘭語，市政部门为使用荷兰语的少数人士提供荷兰语服务。

## 交通
- 昂吉安站